# Cinéma indien
Ne pas confondre avec Bollywood.
Le cinéma indien, au sens large, rassemble les productions cinématographiques réalisées en Inde ou considérées comme étant indiennes pour diverses raisons.
Il a acquis une immense popularité dans le pays et produit dans diverses langues indiennes environ 1 000 films chaque année.
Au cours de son histoire, depuis le XXe siècle, suivie d'Hollywood et des industries du cinéma chinois, le cinéma indien est devenu une entreprise mondiale et est considéré comme l'industrie la plus prolifique du monde,. L'industrie cinématographique indienne est le troisième marché télévisuel de la planète. Des films en provenance de l'Inde sont projetés dans près de 90 pays. Le cinéma indien est quelquefois présenté comme un concurrent potentiel pour le cinéma américain.

## Histoire

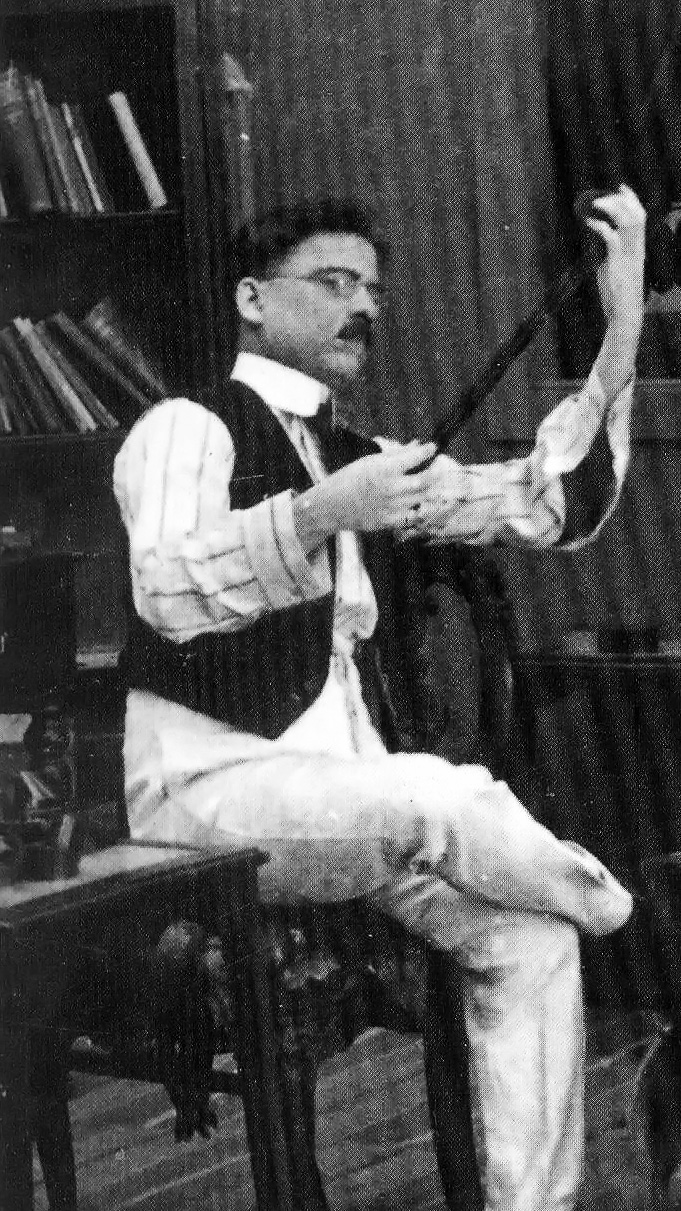
Le producteur-réalisateur-scénariste Dadasaheb Phalke, le « père du cinéma indien ».

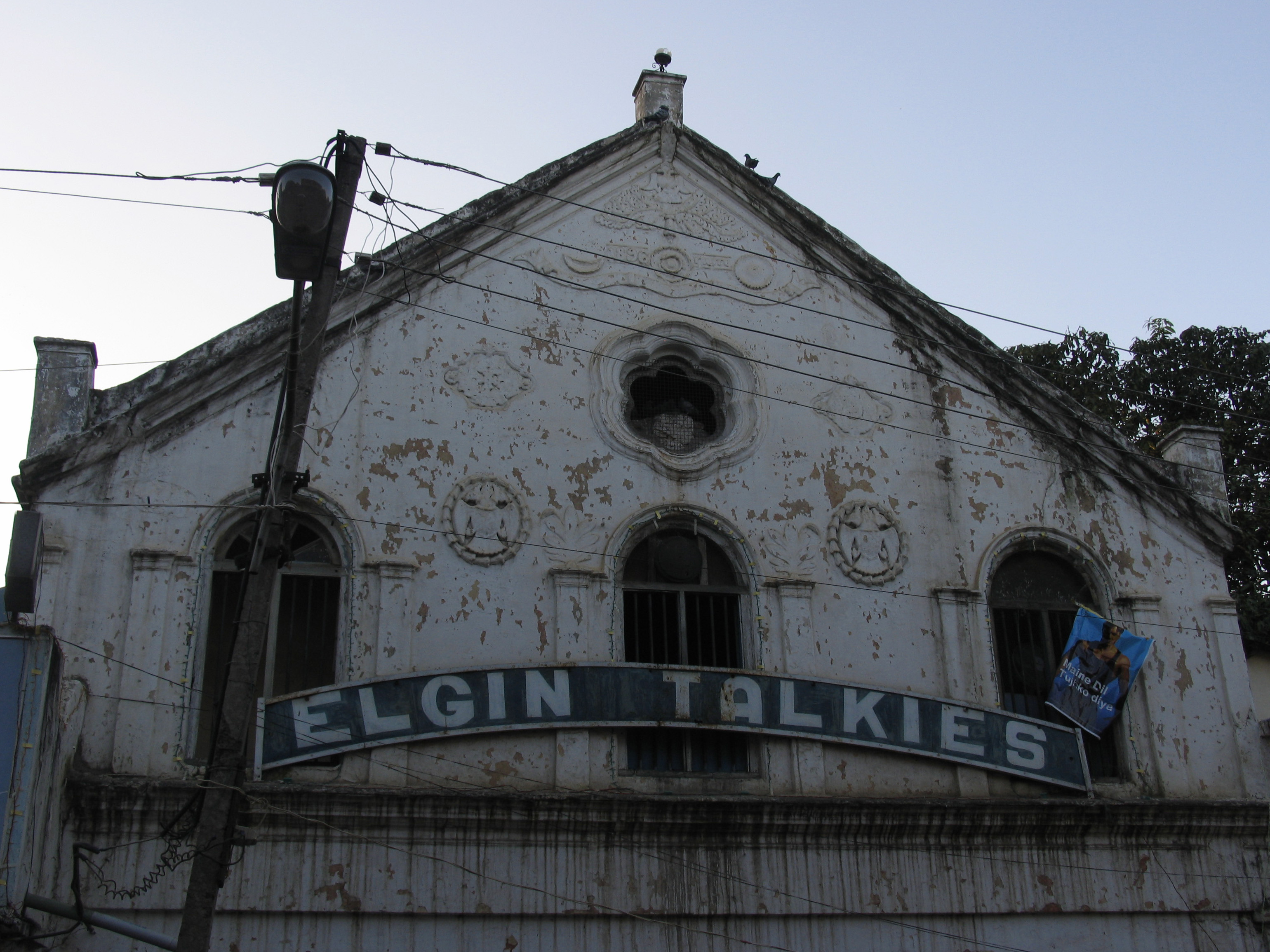
Elgin Talkies, le premier cinéma d'Inde, ouvert en 1896 à Bangalore

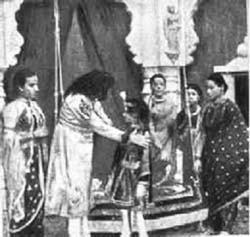
Une scène de Raja Harishchandra en 1913, premier long-métrage indien.

L'histoire du cinéma en Inde débute par la première projection publique des frères Lumière, au Salon Indien du Grand Café à Paris, le 28 décembre 1895. Quelques mois plus tard, le 7 juillet 1896, leur opérateur Marius Sestier, organise à Bombay au Watson's Hôtel, une séance de projection de six courts métrages des frères Lumière, parmi lesquelles L'Arrivée du train en gare de La Ciotat, qui fut particulièrement appréciée du public indien.
En 1913, Dadasaheb Phalke, considéré comme le « père du cinéma indien »,, réalise et conçoit entièrement le premier film, Raja Harishchandra, un long-métrage historique en marathi. Les personnages féminins furent joués par des hommes - le cinéma étant une profession interdite aux femmes. Ce fut une adaptation librement inspiré du Mahabharata, grande épopée de la mythologie hindoue, qui est présenté à la presse et à quelques invités le 3 mai 1913,,. Le film, que son réalisateur emporte lui-même de village en village, connaît un énorme succès.
La première compagnie de production cinématographique indienne, Madan Theatres appartenait à l'entrepreneur Jamshedji Framji Madan, qui a supervisé la production de dix films par an et les a distribués dans tout le sous-continent indien à partir de 1902. Il a ensuite fondé la société Elphinstone Bioscope Company à Calcutta qui a fusionné avec Madan Theaters Limited en 1919, ce qui a contribué à l'adaptation de plusieurs œuvres littéraires populaires du Bengale au cinéma. En 1917, il produit Satyawadi Raja Harishchandra, remake du film Raja Harishchandra.
Vers les années 1920, l'industrie cinématographique se développe considérablement et produit environ une vingtaine de films par an avec plusieurs réalisateurs et de nouvelles compagnies.
Dès les années 1930, le cinéma indien est axé sur les thèmes sociaux et les grandes épopées hindous. La production annuelle dépasse les 200 films et voit l'apparition du cinéma parlant avec Alam Ara, sorti le 14 mars 1931 au Majestic Cinema de Bombay. Il fut réalisé en langue hindi, accompagné de sept chansons. Ce film est le modèle de ce que deviendra la majeure partie de la production indienne. La surenchère, cependant, fait qu'un film comme Indrasabha (1932) de J.J. Madan qui comprend 71 chansons. Une chose remarquable est la rapide diffusion du film parlant dans l'Inde entière et dans toutes les « langues filmées », Ayodhiyecha Raja (1932), en marathi, Narasinh Mehta (1932), en gujarati, Dhurvkumar (1934), en kannada, Sita Bibaha (1934), en oriya, Joymati (1935), en assamais, Sheila (1935), en punjabi et Balan (1938), en malayalam.
Dans les années 1950, le cinéma indien connaît un double âge d'or. Celui-ci tient d'abord à une reconnaissance internationale, liée à la présentation au Festival de Cannes de La Complainte du sentier (1955), un film d'inspiration néoréaliste réalisé par Satyajit Ray. C'est le premier film de son réalisateur, qui restera longtemps le cinéaste indien le plus reconnu en Occident et a reçu un Oscar d'honneur pour l'ensemble de son œuvre, en 1992. Cet intérêt international s'étend encore à d'autres cinéastes comme notamment Ritwik Ghatak, Mrinal Sen et, plus tardif, Mani Kaul.
Mais c'est aussi la décennie glorieuse du cinéma populaire musical hindi, dont l'âge d'or est paradoxalement lié à la chute des grands studios, amorcée dès les années 1940 par l'arrivée de petits producteurs indépendants payant leurs salariés au cachet : brisant les contrats liant les acteurs et techniciens aux grands studios, ces nouveaux producteurs provoquent un effondrement de l'infrastructure des majors ainsi qu'un rapide emballement du star-système. Certains jeunes cinéastes se retrouvent alors contraints d'être leurs propres producteurs (voire de créer leur propre studio), jouissant de fait d'une liberté créatrice inédite (choix du sujet, écriture du scénario, final cut...), mais étant aussi condamnés au succès puisqu'un seul échec financier peut condamner leur maison de production, et donc la production de leur film suivant. En découle un cinéma à la fois populaire et artistiquement ambitieux, mené par des cinéastes comme Raj Kapoor, Guru Dutt, Mehboob Khan ou Bimal Roy.
Les portes du marché international ne s'ouvrent cependant qu'au début des années 2000,, grâce aux succès de Le Mariage des moussons, (2001) de Mira Nair - lauréat du Lion d'or à la Mostra de Venise, Lagaan, (2001) d'Ashutosh Gowariker - nommé pour l'Oscar du meilleur film en langue étrangère et Devdas, (2002) de Sanjay Leela Bhansali - présenté hors compétition au Festival de Cannes, des productions étudiées et soignées,. En mai 2006, le distributeur Eros fait son entrée à la bourse de Londres.
L'Inde est le premier producteur de films au monde - près d'un millier de films qui sort par an, qui compte 13 000 salles de cinéma pour 30 millions de spectateurs, répartis sur 29 états et sept territoires, 22 langues officielles et 1 652 dialectes. Les films durent entre deux ou trois heures, entrecoupées d’un entracte. Ils diffèrent de manière significative avec des scénarios simples mais rocambolesques produisant des « comédies musicales », combinant plusieurs genres pouvant être traités en musique (mélodrames familiaux, histoires d'amour, thriller, films d'horreur...), avec un décor vif et coloré, s'appuyant à un rythme effréné.

## Industries régionales
| Table: Répartition par langues | Table: Répartition par langues |
| Films indiens en 2017, certifiés par le Central Board of Film Certification, classés par langue. Note: Ce tableau indique le nombre de films certifiés par les bureaux régionaux CBFC dans neuf villes. Le nombre réel de films produits peut être inférieur. | Films indiens en 2017, certifiés par le Central Board of Film Certification, classés par langue. Note: Ce tableau indique le nombre de films certifiés par les bureaux régionaux CBFC dans neuf villes. Le nombre réel de films produits peut être inférieur. |
| Langue | Nombre de films |
| --- | --- |
| Hindi | 364 |
| Tamoul | 304 |
| Télougou | 294 |
| Kannada | 220 |
| Bengali | 163 |
| Malayalam | 153 |
| Marathi | 117 |
| Bhodjpouri | 102 |
| Gujarati | 73 |
| Odia | 42 |
| Pendjabi | 38 |
| Assamais | 16 |
| Konkani | 13 |
| Anglais | 11 |
| Rajasthani | 10 |
| Chhattisgarhi | 9 |
| Toulou | 9 |
| Khasi | 7 |
| Garhwali | 3 |
| Maïthili | 3 |
| Awadhi | 3 |
| Lambadi | 2 |
| Haryanvi | 2 |
| Mishing | 2 |
| Népalais | 2 |
| Pnar | 2 |
| Autres | 2 |
| Total | 1967 |

### Cinéma assamais
L'industrie du cinéma en langue assamais retrouve ses origines dans les œuvres du révolutionnaire Rupkonwar Jyotiprasad Agarwala, qui était également poète, compositeur et combattant pour la liberté. Il a contribué à la production du premier film, Joymati (1935), sous la bannière de Critrakala Movietone. En raison du manque de techniciens qualifiés, Jyotiprasad, tout en faisant son premier film, a dû assumer les responsabilités supplémentaires en tant que scénariste, producteur, réalisateur, chorégraphe, éditeur, créateur et designer de costumes, lyrisme et directeur musical. Le film, complété avec un budget de 60 000 roupies, a été publié le 10 mars 1935. La photo a échoué avec misère. Comme tant de films indiens, les négatifs et les tirages complets de Joymati sont manquants. Certains efforts ont été faits en privé par Altaf Mazid pour restaurer et sous-titres tout ce qui reste des tirages. Malgré les importantes pertes financières de Joymati, la deuxième image, Indramalati, a été filmée entre 1937 et 1938, et a finalement été diffusée en 1939. Le début du XXIe siècle a vu des films assamais de Bollywood frapper l'écran.

### Cinéma braj bhasha
Les films en langue braj bhasha représentent la culture Brij aux personnes prédominant à la région locale, basée à Agra, Aligarh, Hathras et Mathura dans les régions d'Uttar Pradesh et du Rajasthan.
Le premier film produit en 1982, Brij Bhoomi (en) (littéralement en français : La terre de Brij), est réalisé par Shiv Kumar Pahtak, qui connaît un succès national. En 2011, le réalisateur Jais Chauhan, donne le nom de Brijwood à l'industrie cinématographique en braj bhasha.

### Cinéma chaattisgarhi
Chhollywood a vu le jour en 1965 avec Kahi Debe Sandesh (« En noir et blanc ») produit et réalisé par Manu Nayak. L'histoire du film parle d'une histoire d'amour entre deux personnes de castes différentes. Deux des chansons du film ont été chantées par le chanteur de playback indien Mohammad Rafi. Puis vint Ghar Dwar (1971) de Niranjan Tiwari. Cependant, les deux films n'eurent pas un très bon accueil au box-office, et déçoivent les producteurs. Aucun film a été produit pendant près de 30 ans par la suite.

### Cinéma gujarati
Avant l'arrivée du cinéma parlant, il y eut plusieurs films muets qui ont été étroitement liés avec la population et la culture gujarati avant l'avènement des films parlants. Plusieurs acteurs, producteurs et réalisateurs furent associés à des films muets qui étaient en langue gujarati ou parsi. Il y avait une vingtaine de sociétés et de studios appartenant à l'état du Maharashtra entre 1913 et 1931. Ils étaient principalement situées à Bombay. Il y avait au moins quarante-quatre principaux administrateurs gujarati au cours de cette période.
Le cinéma gujarati refait son apparition le 9 avril 1932, lors de la sortie du premier film parlant Narsinh Mehta de Nanubhai Vakil. Leeludi Dharti (1968) a été le premier film en couleurs. Après avoir connu un succès florissant entre les années 1960 et 1980, l'industrie a connu une lourde baisse et fut relancée ces dernières années. Gollywood a produit plus d'un millier de films depuis sa création.
Durant les premières décennies, les films sont basés sur des récits mythologiques et folkloriques. Vers les années 2000, le cinéma gujarati aborde des sujets sur les relations familiales, les aspirations humaines et la culture indienne. Ils sont généralement tournés dans un environnement à la recherche de récits locaux dans un style linguistique local. Vers 2005, avec la renaissance de l'industrie, des sujets plus urbains et modernes sont introduits.
Rahul Jain (1991-), a réalisé la série télévisée Sankatmochan Mahabali Hanuman (2025-2017), et deux puissants films documentaires : Machines (2016, 71'), Invisible Demons (2021, 70'),.

### Cinéma hindi
L'industrie du cinéma en langue hindi, basée à Bombay, est connue sous le nom de Bollywood - la composante la plus populaire du cinéma indien, qui réalise en nombre le plus de films tournés.
Le cinéma hindi a initialement abordé la culture du pays et exploré les questions de caste dans des films tels que Achhut Kannya (1936) de Franz Osten et Sujata (1959) de Bimal Roy. Le cinéma hindi a évolué avec son temps, mais aussi dans le contexte politique porté à l'écran, qui figure un patriotisme exacerbé. Dans les années 1980 et 1990, l'émancipation des femmes est mise en avant, la censure plus affirmée, les scènes osées rarissimes et l'« hindouité » plus présente,.
De nombreux acteurs et actrices ont signé des contrats pour un travail simultané de six ou sept films, plus rares sont ceux qui se limitent à trois ou quatre films par an. Des institutions telles que la Banque de développement industriel de l'Inde sont également mises en avant pour financer des films hindis. Un certain nombre de magazines populaires comme Filmfare, Stardust, ou Cine Blitz, ont pour but d'attirer et de divertir les spectateurs sur l'ouverture du cinéma indien.

### Cinéma kannada
L'industrie du cinéma kannada, également appelée Sandalwood, est basée à Bangalore et s'approvisionne principalement dans l'État du Karnataka.
Icône emblématique, l'acteur et chanteur de playback Rajkumar était éminent dans l'industrie cinématographique du kannada. Au cours de sa carrière, il a interprété des personnages polyvalents et a chanté pour des centaines de films et d'albums. Parmi les autres acteurs importants de Kollywood figurent Vishnuvardhan, Ambarish, Ravichandran, Girish Karnad, Prakash Raj, Shankar Nag, Ananth Nag, Upendra, Darshan, Sudeep, Ganesh, Shivaraj Kumar, Puneet Rajkumar, Kalpana, Bharathi, Jayanthi, Pandari Bai, Umashri et Ramya.
Les cinéastes du cinéma kannada comme Girish Kasaravalli, P.Sheshadri (en) ont obtenu une reconnaissance nationale. Parmi les autres metteurs en scène notoires figurent Puttanna Kanagal, G. V. Iyer, Girish Karnad, T. Nagabharana, Kesari Harvoo, Upendra, Yograj Bhat, Soori. G.K. Venkatesh, Vijaya Bhaskar, Rajan-Nagendra, Hamsalekha, Gurukiran, Anoop Seelin et V. Harikrishna.
Le cinéma kannada, avec les industries du cinéma bengali et malayalam, ont contribué simultanément à l'âge du cinéma parallèle indien.

### Cinéma malayalam
L'industrie du cinéma malayalam, également connu sous le nom de Mollywood, est basée dans le Kerala. Elle est considérée comme la quatrième plus grande industrie régionale cinématographique de l'Inde. Le cinéma malayalam est connu pour produire des films qui comblent l'écart entre le cinéma parallèle et le cinéma grand public mettant typiquement en scène des situations d'ordre social et familial qui suscitent la réflexion avec la technique top-notch avec des budgets faibles.
Vigathakumaran, un film muet produit et réalisé par J. C. Daniel en 1928, a marqué le début du cinéma malayalam. Balan (1938) a été le premier parlant. Les films ont été produits principalement par des producteurs tamouls jusqu'en 1947, lorsque le premier studio de cinéma majeur, Udaya Studio, fut créé dans le Kerala. En 1954, le film Neelakkuyil a capturé l'intérêt national en remportant la médaille d'argent du Président. Scénarisé par le célèbre romancier, Uroob, et réalisé par P. Bhaskaran et Ramu Kariat, il est souvent considéré comme le premier film malayalam authentique. Newspaper Boy, a été le premier film néo-réaliste, réalisé par un groupe d'étudiants en 1955. Chemmeen (1965) de Ramu Kariat, basé sur une histoire écrite par Thakazhi Sivasankara Pillai, est devenu immensément populaire et est devenu le premier film indien du sud à avoir remporté le prix du meilleur film au National Film Awards.

### Cinéma meitei
La petite industrie cinématographique du cinéma en langue meitei est basée dans l'État de Manipur. Matamgi Manipur, un film en noir et blanc, réalisé par Deb Kumar Bose en 1972, a marqué le début du cinéma meitei. Elle commence à produire de nombreux films dès le début des années 1980. Langlen Thadoi (1984) est le premier film en couleurs.
Le cinéma meitei a commencé à gagner son élan avec une force depuis l'imposition d'une interdiction de projection de films de Bollywood dans des maisons de divertissement à Manipur. Le dépistage des films en langue hindi s'est arrêté dans cet État frontalier malgré les appels réitérés des ministres en chef successifs. Ce mouvement a donné une nouvelle impulsion aux producteurs de films, aux artistes et amateurs de films dans la région.
L'industrie est très dynamique, réalisant près de 80 à 100 films par an, malgré les contraintes d'infrastructure et les problèmes découlant du conflit. Les cinémas ont ouvert à Imphāl après la Seconde Guerre mondiale et la hauteur du mouvement sécessionniste de l'Inde n'est arrivé qu'en 2002.
Aribam Syam Sharma, le réalisateur d’Imagi Ningthem, a remporté le Grand Prix du Festival international du film de Nantes en 1982. La France entière a eu l'occasion de connaître le cinéma meitei à travers une diffusion nationale du film à la télévision française. Après avoir regardé Ishanou (« L'élu »), un film mondialement acclamé, réalisé par Aribam Syam Sharma, les Occidentaux ont été inspirés pour entreprendre la recherche sur le folklore riche de Lai Haraoba et de Manipur. Maipak, fils de Manipur est le premier film documentaire, sorti le 9 novembre 1971.

### Cinéma oriya
L'industrie, basée à Bhubaneswar et Cuttack, est connue sous le nom de Ollywood, en langue oriya. Le premier film fut réalisé par Mohan Sundar Deb Goswami en 1936. Shreeram Panda, Prashanta Nanda, Uttam Mohanty et Bijay Mohanty ont commencé à révolutionner l'industrie du cinéma oriya non seulement pour attirer un large public, mais aussi pour apporter une nouveauté dans leur présentation. Ses films annoncés à l'époque d'or de l'industrie commerciale oriya apportent de la fraîcheur à ses films. Ensuite, le premier film en couleur a été réalisé par Nagen Ray et photographié par Surendra Sahu, un cinéaste de la société Pune Film Institute, intitulé Gapa Hele Soyez Sata (« Bien qu'une histoire, c'est vrai »). Mais la palme d'or du cinéma oriya fut en 1984, quand deux films, Maya Miriga et Dhare Alua ont été présentés pour le Panorama indien. Nirad Mohapatra, le réalisateur de Maya Miriga a été invité pour la semaine de la critique au Festival de Cannes. Le film a reçu le prix du Troisième meilleur film mondial au Festival de Mannheim, le prix du Jury à Hawaï et a été présenté au Festival du film de Londres.

### Cinéma pendjabi
K.D. Mehra réalise Sheela (également connu sous le nom de Pind di Kudi (« La fille rustique »)), le premier film de l'industrie. Baby Noor Jehan a été présentée comme une actrice et chanteuse dans ce film. Sheela a été tourné à Calcutta et publié à Lahore, la capitale du Pendjab ; il a connu le succès dans toute la province. En raison du succès de ce premier film, beaucoup de producteurs ont commencé à faire des films en langue pendjabi. En 2009, Pollywood a tourné entre 900 et 1000 films. Depuis les années 2000, le cinéma pendjabi a connu un renouveau avec d'autres communiqués chaque année, des budgets plus importants, ainsi que des acteurs de Bollywood prenant part dans la région. Manny Parmar réalise le premier film en 3D, Pehchaan 3D, sorti en 2013.

### Cinéma tamoul
Kollywood reste à ce jour l'industrie qui accueille la plus grande production cinématographique dans l'Inde du Sud.
H. M. Reddy a réalisé Kalidas, le premier film parlant tourné en tamoul et télougou. Santosh Sivan est devenu le premier acteur indien à recevoir un prix à l'étranger; il a remporté le prix du Meilleur acteur au festival du film afro-asiatique en 1960 et a reçu le titre de Chevalier de la Légion d'honneur par le Gouvernement de la République française en 1995. Le cinéma tamoul est également influencé par la politique dravidienne, avec des personnalités de renom comme C. N. Annadurai, M. G. Ramachandran, Karunanidhi et Jayalalithaa qui sont devenus premiers ministres au Tamil Nadu. Le cinéma tamoul s'importe dans différentes parties de l'Asie, ainsi qu'en Afrique australe, en Amérique du Nord, en Europe et en Océanie. L'industrie a inspiré le Sri Lanka, la Malaisie, Singapour et le Canada. K. B. Sundarambal a été la première personnalité du cinéma à entrer dans une assemblée législative de l'État. Elle a également été la première personne dans l'industrie cinématographique indienne à commander un salaire d'un lakh roupie.
Rajnikanth, surnommé "Superstar" a depuis obtenu le statut de Matinée Idol dans la culture populaire. Ses manières et son dialogue stylisé contribuent à sa popularité massive et à l'intérêt du public. Il est devenu l'acteur le mieux payé en Asie après Jackie Chan, après son rôle mythique dans Sivaji (2007). Kamal Haasan fait également ses débuts dans Kalathur Kannamma pour lequel il a remporté la médaille d'or du Président pour le prix du meilleur jeune acteur. Il détient le record avec Mammootty et Amitabh Bachchan pour le prix du meilleur acteur national avec trois lauréats. Avec sept soumissions, il a joué dans le plus grand nombre de films soumis en Inde dans la liste des longs métrages indiens proposés à l'Oscar du meilleur film en langue étrangère.
Le cinéma tamoul abordent des sujets sensibles, comportant plusieurs scènes musicales et de danses qui jouent un rôle important. Certains compositeurs comme Ilayaraja et A. R. Rahman furent acclamés par le public.

### Cinéma télougou
L'une des industries cinématographiques les plus importantes de l'Inde, le cinéma télougou fut rendu célèbre par ses réalisations intellectuelles et socio-politiques. Raghupathi Venkaiah Naidu, considéré comme le « père du cinéma télougou » s'est impliqué dans de nombreux aspects de l'histoire du cinéma indien, comme la production de courts métrages et de voyages dans différentes régions en Asie pour promouvoir le travail et l'économie de Tollywood. Son premier film, Bhishma Pratigna (1921), marque le début du cinéma télougou. Le prix Raghupati Venkaiah est une récompense annuelle attribuée par Nandi Awards afin de reconnaître les personnalités influentes pour leur contribution à l'industrie du cinéma télougou. La grande star du cinéma tégoulou est Nandamuri Taraka Rama Rao
B. Narsing Rao, K. N. T. Sastry et Pattabhirama Reddy ont eu une reconnaissance internationale pour leur travail dans le cinéma parallèle. Adurthi Subba Rao, a reçu dix National Film Awards pour son travail en tant que réalisateur. S. P. Balasubramanyam détient le record mondial pour avoir chanté le plus grand nombre de chansons en télougou en tant que chanteur de playback masculin par le Guinness.

### Cinéma toulou
Considérée comme l'une des industries cinématographiques les plus minoritaires de l'Inde du Sud, le cinéma en langue toulou réalise entre 30 et 40 films chaque année. Il se situe dans l'état du Karnataka, basée au cœur de la côte de Kanara.
Enna Tangadi (« Ma sœur »), un film réalisé par S.R. Rajan, en 1971, marque le début du cinéma toulou. Kariyani Kattandi Kandani (1978) est le premier film en couleurs. Le premier long-métrage tourné en format numérique, Suddha (2005), connait un succès qui dépasse les frontières du pays. Il a été visionné dans plusieurs festivals internationaux et remporte le prix du meilleur film indien au Festival du cinéma asiatique et arabe, à New Delhi, en 2006,,.
L'industrie a grandi au moment où les films sont sortis simultanément en salles dans les villes de Mangalore, Udupi, Bombay, Bangalore et dans les pays du Golfe.

## Films populaires

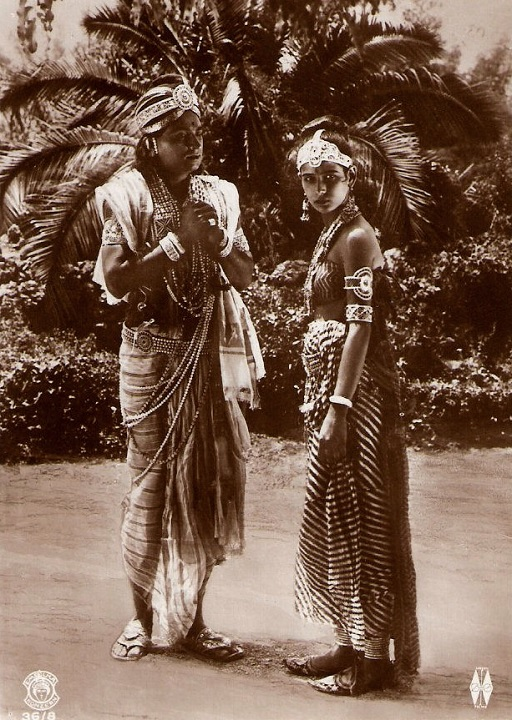
Himanshu Rai et Seeta Devi dans Prem Sanyas de Franz Osten.

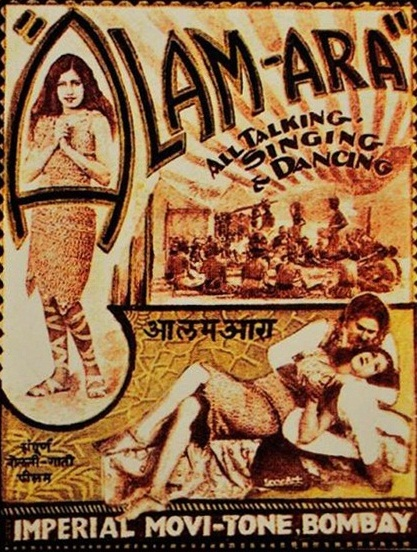
Affiche dAlam Ara, premier film parlant, réalisé en 1931.

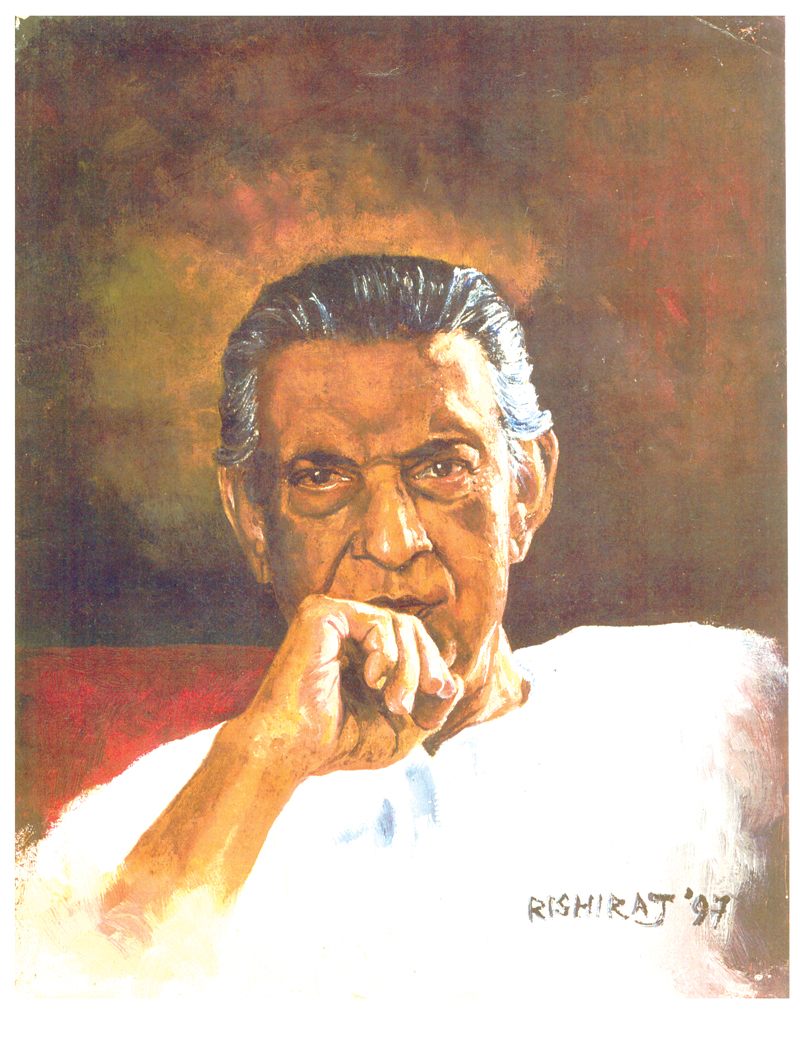
Satyajit Ray, l'un des plus grands réalisateurs du XXe siècle.

- Raja Harishchandra (1913), de Dhundiraj Govind Phalke
- Prem Sanyas (1925), de Franz Osten
- Shiraz (1928), de Franz Osten
- Prapancha Pash (1929), de Franz Osten
- Alam Ara (1931), d'Ardeshir Irani
- Karma (1933), de J. L. Freer Hunt
- Nirmala (1933), de Franz Osten
- Devdas (1935), de P. C. Barua
- Basant (1942), d'Amiya Chakrabarty
- La Ville basse (1946), de Chetan Anand
- La Complainte du sentier (1955), de Satyajit Ray (1re partie de la trilogie d'Apu)
- Devdas (1955), de Bimal Roy
- L'Invaincu (1956), de Satyajit Ray (2e partie de la trilogie d'Apu)
- Mother India (1957), de Mehboob Khan
- Pyaasa (1957), de Guru Dutt
- Le Salon de musique (1958), de Satyajit Ray
- Le Monde d'Apu (1959), de Satyajit Ray (3e partie de la trilogie d'Apu)
- Kaagaz Ke Phool (1959), de Guru Dutt
- Mughal-E-Azam (1960), de Kamudin Asif
- La Rivière Subarnarekha (1965), de Ritwik Ghatak
- Monsieur Shome (1969), de Mrinal Sen
- Haré Raama Haré Krishna (1971), de Dev Anand
- Pakeezah (1972), de Kamal Amrohi
- Sholay (1975), de Ramesh Sippy
- Bhumika (1977), de Shyam Benegal
- Don (1978), de Chandra Barot
- Billa (1980), de R. Krishnamurthy
- Umrao Jaan (1981), de Muzaffar Ali
- Masoom (1983), de Shekhar Kapur
- Saaransh (1985), de Mahesh Bhatt
- Nayagan (1987), de Mani Ratnam
- Salaam Bombay! (1988), de Mira Nair
- Parinda (1989), de Vidhu Vinod Chopra
- Aashiqui (1990), de Mahesh Bhatt
- Lamhe (1991), de Yash Chopra
- Roja (1992), de Mani Ratnam
- Baazigar (1993), d'Abbas-Mastan
- Hum Aapke Hain Koun..! (1994), de Sooraj R. Barjatya
- La Reine des bandits (1994), de Shekhar Kapur
- Dilwale Dulhania Le Jayenge (1995), d'Aditya Chopra
- Bombay (1995), de Mani Ratnam
- Indian (1996), de S. Shankar
- Dil To Pagal Hai (1997), de Yash Chopra
- Dil Se (1998), de Mani Ratnam
- Kuch Kuch Hota Hai (1998), de Karan Johar
- Hum Dil De Chuke Sanam (1999), de Sanjay Leela Bhansali
- Mohabbatein (2000), d'Aditya Chopra
- Kandukondain Kandukondain (2000), de Rajiv Menon
- Lagaan (2001), d'Ashutosh Gowariker
- Le Mariage des moussons (2001), de Mira Nair
- La Famille indienne (2001), de Karan Johar
- Kannathil Muthamittal (2002), de Mani Ratnam
- Devdas (2002), de Sanjay Leela Bhansali
- Veer-Zaara (2004), de Yash Chopra
- Swades, Nous le peuple (2004), d'Ashutosh Gowariker
- Black (2005), de Sanjay Leela Bhansali
- Rang De Basanti (2005), de Rakeysh Omprakash Mehra
- Saawariya (2005), de Sanjay Leela Bhansali
- Lage Raho Munna Bhai (2006), de Rajkumar Hirani
- Chak De ! India (2007), de Shimit Amin
- Guru (2007), de Mani Ratnam
- Jodhaa Akbar (2008), d'Ashutosh Gowariker
- 3 Idiots (2009), de Rajkumar Hirani
- My Name Is Khan (2010), de Karan Johar
- Dabangg (2010), d'Abhinav Kashyap
- I Am (2011), d'Onir
- The Dirty Picture (2011), de Milan Luthria
- Barfi! (2012), d'Anurag Basu
- Gangs of Wasseypur, d'Anurag Kashyap
- Jusqu'à mon dernier souffle (2012), de Yash Chopra
- Raanjhanaa (2013), d'Aanand L. Rai
- Ram-Leela (2013), de Sanjay Leela Bhansali
- The Lunchbox (2013), de Ritesh Batra
- Queen (2014), de Vikas Bahl
- Haider (2014), de Vishal Bhardwaj
- Titli, une chronique indienne (2014), de Kanu Behl
- La Légende de Baahubali - 1re partie (2015), de S. S. Rajamouli
- La Quatrième Voie (2015), de Gurvinder Singh
- La Saison des femmes (2015), de Leena Yadav
- Mohenjo Daro (2016), d'Ashutosh Gowariker
- La Légende de Baahubali - 2e partie (2017), de S. S. Rajamouli
- Nagarkirtan (en) (2017), de Kaushik Ganguly (en), film sur les trans où joue Manabi Bandyopadhyay notamment.
- Cactus Pears (2025), de Rohan Parashuram Kanawad, film en marathi.

## Acteurs notables
Acteurs
- John Abraham
- Abhishek Bachchan
- Amitabh Bachchan
- Soumitra Chatterjee
- Bobby Deol
- Sunny Deol
- Ajay Devgan
- Dhanush
- Dharmendra
- Sanjay Dutt
- Sivaji Ganesan
- Govinda
- Kamal Haasan
- Anil Kapoor
- Raj Kapoor
- Ranbir Kapoor
- Rishi Kapoor
- Shahid Kapoor
- Shashi Kapoor
- Aamir Khan
- Imran Khan
- Irfan Khan
- Saif Ali Khan
- Salman Khan
- Shahrukh Khan
- Rajesh Khanna
- Anupam Kher
- Akshay Kumar
- Dilip Kumar
- Nana Patekar
- Amrish Puri
- Rajinikanth
- M. G. Ramachandran
- Arjun Rampal
- Hrithik Roshan
- Naseeruddin Shah
- Jackie Shroff
- Milind Soman
- Nandamuri Taraka Rama Rao
- Vikram

Actrices
- Shabana Azmi
- Jaya Bachchan
- Vidya Balan
- Bipasha Basu
- Sonali Bendre
- Juhi Chawla
- Priyanka Chopra
- Nandita Das
- Madhuri Dixit
- Lara Dutta
- Diana Hayden
- Celina Jaitley
- Katrina Kaif
- Kajol
- Kareena Kapoor
- Karisma Kapoor
- Jiah Khan
- Kirron Kher
- Kalki Koechlin
- Manisha Koirala
- Hema Malini
- Urmila Matondkar
- Rani Mukherjee
- Nargis
- Poonam Pandey
- Keerthi Pandian
- Ameesha Patel
- Smita Patil
- Aishwarya Rai
- Kangana Ranaut
- Amrita Rao
- Waheeda Rehman
- Rekha
- Sushmita Sen
- Konkona Sen Sharma
- Mallika Sherawat
- Shilpa Shetty
- Sridevi
- Tabu
- Sharmila Tagore
- Preity Zinta

## Sociétés de production
L'industrie cinématographique indienne compte plus de 1000 sociétés de production, dont quelques-unes connaissent une belle réussite commerciale. Elles contribuent au rayonnement international du cinéma indien en aidant à sa distribution à l'étranger. Parmi les plus connues, on peut citer : Yash Raj Films, Red Chillies Entertainment, Dharma Productions, Eros International, Balaji Motion Pictures, UTV Motion Pictures, et Geetha Arts.

## Musique
La musique filmi joue un rôle significatif dans le cinéma indien, assumant une part du support narratif, favorisant la synthèse des scénarios, facilitant la participation du public à ce que le cinéma doit être : une fête aussi bien pour les yeux que pour les émotions. Les droits musicaux représentant 4-5 % des revenus nets générés par un film indien typique qui peut avoir autour de 5-6 chansons chorégraphiées réparties sur toute la longueur du film.
Les exigences d'un public indien multiculturel, de plus en plus globalisé, préconise un mélange de différentes musiques traditionnelles locales et étrangères. La danse locale et la musique restent néanmoins un thème récurrent en Inde et ont fait leur chemin en dehors des frontières de l'Inde avec sa diaspora. Les chanteurs de playback tels que Mohammad Rafi, Lata Mangeshkar ont attiré de grandes foules avec des spectacles nationaux et internationaux qui furent des bandes originales de films indiens. La fin du XXe siècle et le début du XXIe siècle ont vu une interaction entre les artistes de l'Inde et l'Occident. Les artistes de la diaspora indienne mélangent les traditions de leur patrimoine à ceux de leur pays pour donner naissance à la musique populaire contemporaine. En Inde également, le nombre de chanteurs ont tellement augmenté que les amateurs de musique ne sont plus en mesure d'identifier un chanteur sur la base de sa voix.
Parmi les grandes industries de la musique filmi, on peut citer : 
- Aditya Music
- Apple Records
- Big Music
- Dharam Seva Records
- DogmaTone
- Guitarmonk Records
- Jackson Records
- Manorama Music
- Only Much Louder
- Puri Sangeet
- Saregama
- Shivaranjani Music
- Sony Music India
- T-Series
- Think Music India
- Trident Studios
- Underscore Records Pvt. Ltd.

## Controverses politiques
Depuis l'ascension au pouvoir de Narendra Modi en 2014 l'industrie cinématique indienne est noyautée par les nationalistes hindous. Les films de guerre sur le Cachemire ou glorifiant le premier ministre sont légion. En 2016, la Cour suprême impose aux salles de cinéma de diffuser l’hymne national avant chaque projection et au public de se lever pour stimuler « un sentiment de patriotisme engagé et de nationalisme »
En 2016, l’association des producteurs indiens signe un accord avec le parti d’extrême droite Maharashtra Navnirman Sena, obligeant l’industrie à bannir les acteurs pakistanais. Le réalisateur Karan Johar a ainsi été contraint de verser 685 000 euros à l’armée indienne comme « pénitence » pour avoir mis à l’affiche un acteur pakistanais.

## Distinctions
Il existe plusieurs cérémonies décernant des prix cinématographiques en Inde ; les National Film Awards sont généralement dédiés à l'ensemble du cinéma indien.
À Mumbai et ses environs se déroulent les festivals spécialement dédiés à Bollywood et aux autres industries cinématographiques indiennes: 
- Apsara Awards
- Asianet Film Awards
- Bengal Film Journalists' Association Awards
- Filmfare Awards
- Filmfare Awards East
- Filmfare Awards South
- International Indian Film Academy Awards
- Karnataka State Film Awards
- Kerala State Film Awards
- Maharashtra State Film Awards
- Marathi International Film and Theatre Awards
- Nandi Awards
- Orissa State Film Awards
- Punjab Rattan Awards
- Punjabi International Film Academy Awards
- Screen Awards
- South Indian International Movie Awards
- Stardust Awards
- Tamil Nadu State Film Awards
- Vijay Awards
- Zee Cine Awards
- Zee Gaurav Puraskar

### Reconnaissance internationale
Les films tournés en Inde et proposés aux Oscars restent une exception. Pourtant le film britannique de Danny Boyle, Slumdog Millionaire (2008), inspiré des films bollywoodiens, montre l'engouement du public pour son style et ses thématiques. Il reçoit deux nominations et remporte huit Oscars dont celui du meilleur film et du meilleur réalisateur,,. Le compositeur A. R. Rahman et le parolier Gulzar reçoit tous deux l'Oscar de la meilleure chanson originale pour l'hymne Jai Ho.
Cependant, le cinéma indien a été reconnu aux Oscars du cinéma. Trois films, Mother India (1957), Salaam Bombay ! (1988) et Lagaan (2001) furent nommés pour l'Oscar du meilleur film en langue étrangère.
Au Royaume-Uni, les films Devdas (2002) et Rang De Basanti (2005) ont été nommés aux British Academy Film Awards pour le prix du meilleur film en langue étrangère.
La société américaine Netflix a également fait son entrée en Inde et lance sa première série télévisée, Le Seigneur de Bombay.

## Instituts cinématographiques
Plusieurs instituts, à la fois géré par le gouvernement et dans le cercle privé, offrent une éducation formelle dans les divers aspects de la production cinématographique indienne. Certains des plus éminents comprennent:
- AJK Mass Communication Research Centre (New Delhi, Delhi)
- Annapurna International School of Film and Media (Hyderabad, Télangana)
- Arya Film and Television Academy (Jaipur, Rajasthan)
- Asian Academy of Film & Television (AAFT) (Noida, Uttar Pradesh)
- Biju Pattnaik Film and Television Institute of Odisha (Cuttack, Odisha)
- Blue Ocean Film and Television Academy (BOFTA) (Chennai, Tamil Nadu)
- Centre for Advanced Media Studies (Patiala, Pendjab)
- City Pulse Institute of Film & Television (Gandhinagar, Gujarat)
- Department of Culture & Media Studies, Central University of Rajasthan (Ajmer, Rajasthan)
- Film and Television Institute of India (FTII) (Pune, Maharashtra)
- Government Film and Television Institute (GFTI) (Bangalore, Karnataka)
- L. V. Prasad Film & TV Academy (Chennai, Tamil Nadu)
- M.G.R. Government Film and Television Training Institute (Chennai, Tamil Nadu)
- Matrikas Film School (New Delhi, Delhi)
- National Institute of Design (NID) (Ahmedabad, Gujarat)
- Regional Government Film and Television Institute (RGFTI) (Guwahati, Assam)
- Satyajit Ray Film and Television Institute (SRFTI) (Kolkata, Bengale-Occidental)
- Srishti School of Art, Design and Technology (Bangalore, Karnataka)
- Whistling Woods International Institute (Mumbai, Maharashtra)
- K R Narayanan National Institute of Visual Science and Arts (KRNNIVSA) (Kottayam, Kerala)

### Sources et bibliographie

#### Ouvrages

##### En français
- Philippe Parrain, Regards sur le cinéma indien, Edition du Cerf, Collection 7ème art, 1969, 401 p.
- Raphaël Bassan, Nasreen Munni Kabir, Henri Micciollo, Philippe Parrain, Le Cinéma indien, Centre Georges Pompidou, 1983, 228 p.  (ISBN 978-2864250371)
- Rauf Ahmed, Jeanne Bouniort, Nasreen Munni Kabir, Les stars du cinema indien, Centre Georges Pompidou, 1992, 118 p.  (ISBN 978-2858503155)
- Dominique Païni, Indomania. Le cinéma indien des origines à nos jours, Cinémathèque française, 1998, 234 p.  (ISBN 978-2900596142)
- Yves Thoraval, Les Cinémas de l'Inde, L'Harmattan, 2000, 544 p.  (ISBN 978-2738464170)
- Emmanuel Grimaud, Bollywood Film Studio ou comment les films se font à Bombay, CNRS, 2003, 92 p.  (ISBN 978-2271061836)
- Bérénice Geoffroy-Schneiter, Beauté indienne, Éditions Assouline, 2004, 84 p.  (ISBN 978-2843235740)
- Virginie Broquet, Pierre Polomé, Bollywood : Dans les coulisses des Film Cities, Éditions du Rouergue, 2005, 111 p.  (ISBN 978-2841566372)
- Emmanuel Grimaud et Kristie Gormley (dir.), Le cinéma indien / Indian Cinema, 2008, Lyon, Asieexpo éditions, 368 pages (et 1 DVD)  (ISBN 978-2-95-280-182-9)
- Camille Deprez, Bollywood : Cinéma et mondialisation, Presses Universitaires du Septentrion, 2010, 252 p.  (ISBN 978-2757401545)
- Hélène Kessous, Blanc Bollywood: invention d'une peau cinématographique, Éditions Mimésis, coll. « Cine´mas en champ-contrechamp », 2023 (ISBN 978-88-6976-387-8)
- Gilles Laprévotte, Thierry Roche, Indian's Song : Des Indiens d'Hollywood au cinéma des Indiens, Exhibitions International, 2010, 206 p.  (ISBN 978-2873402679)
- Ophélie Wiel, Bollywood et les autres : Voyage au cœur du cinéma indien, Buchet-Chastel, 2011, 223 p.  (ISBN 978-2283024393)
- François Gautier, La Nouvelle revue de l'Inde : Spécial 100 ans de cinéma indien, L'Harmattan, 2012, 184 p.  (ISBN 978-2336004303)

##### En anglais
- (en) Suresh Chabria, Paolo Cherchi Usai, Light of Asia: Indian Silent Cinema 1912-1934, Niyogi Books of India, 1994, 340 p.  (ISBN 978-9383098026)
- (en) Sundararaj Theodore Bhaskaran, Eye of The Serpent: An Introduction to Tamil Cinema, Westland Ltd, 1996, 336 p.  (ISBN 978-9383260744)
- (en) Wimal Dissanyake, K. Moti Gokulsing, Indian Popular Cinema: A Narrative of Cultural Change, Trentham Books Ltd, 1997, 166 p.  (ISBN 978-1858560960)
- (en) John W. Hood, The Essential Mystery: Major Filmmakers of Indian Art Cinema, Sangam Books Ltd, 2000, 483 p.  (ISBN 978-0863118524)
- (en) Nasreen Munni Kabir, Bollywood: The Indian Cinema Story, Channel 4 Books, 2001, 256 p.  (ISBN 978-0752219431)
- (en) Rachel Dwyer, Divia Patel, Cinema India: The Visual Culture of Hindi Film, Reaktion Books, 2002, 240 p.  (ISBN 978-1861891242)
- (en) Vijay Mishra, Bollywood Cinema: Temples of Desire, Routledge, 2002, 320 p.  (ISBN 978-0415930154)
- (en) Jigna Desai, Beyond Bollywood: The Cultural Politics of South Asian Diasporic Film, Routledge, 2004, 296 p.  (ISBN 978-0415966856)
- (en) K. Moti Gokulsing, Wimal Dissanayake, Indian Popular Cinema: A Narrative of Cultural Change, Trentham Books, 2004, 161 p.  (ISBN 978-1858563299)
- (en) Jitendra Kothari, Dinesh Raheja, Indian Cinema: The Bollywood Saga, Roli Books, 2004, 156 p.  (ISBN 978-8174362858)
- (en) Bāpū Vāṭave, Dadasaheb Phalke, the father of Indian cinema, National Book Trust, 2004, 187 p.  (ISBN 978-8123743196)
- (en) Subhash K. Jha, The Essential Guide to Bollywood, Reprint, 2005, 176 p.  (ISBN 978-8174363787)
- (en) Asha Kasbekar, Pop Culture India!: Media, Arts, and Lifestyle, Abc-Clio, 2006, 336 p.  (ISBN 978-1851096367)
- (en) Stephen Alter, Fantasies of a Bollywood Love Thief: Inside the World of Indian Moviemaking, Mariner Books, 2007, 272 p.  (ISBN 978-0156030847)
- (en) Deborah Barretto, Gurbir Jolly, Zenia Wadhwani, Once Upon a Time in Bollywood: The Global Swing in Hindi Cinema, Tsar Publications, 2007, 200 p.  (ISBN 978-1894770408)
- (en) Mihir Bose, Bollywood: A History, Tempus, 2007, 388 p.  (ISBN 978-0752443829)
- (en) Anna Morcom, Hindi Film Songs and the Cinema, Ashgate Publishing, 2007, 281 p.  (ISBN 978-0754651987)
- (en) Sangita Gopal, Sujata Moorti, Global Bollywood: Travels of Hindi Song and Dance, University of Minnesota Press, 2008, 352 p.  (ISBN 978-0816645787)
- (en) Selvaraj Velayutham, Tamil Cinema: The Cultural Politics of India's Other Film Industry, Routledge, 2008, 16 p.  (ISBN 978-0415396806)
- (en) Neepa Majumdar, Wanted Cultured Ladies Only!: Female Stardom and Cinema in India, 1930s-1950s, University of Illinois Press, 2009, 172 p.  (ISBN 978-0252034329)
- (en) Jeremy Pinto, Sheena Sippy, Bollywood Posters, Thames & Hudson, 2009, 216 p.  (ISBN 978-0500287767)
- (en) Dana Rasmussen, Welcome to Kollywood: Tamil Cinema's Highest-Grossing Films, Webster's Digital Services, 2010, 98 p.  (ISBN 978-1171121596)
- (en) Deepali Dewan, Bollywood Cinema Showcards: Indian Film Art from the 1950s to the 1980s Hardcover, Royal Ontario Museum Press, 2011, 119 p.  (ISBN 978-0888544827)
- (en) Tejaswini Ganti, Producing Bollywood: Inside the Contemporary Hindi Film Industry, Duke University Press Books, 2012, 440 p.  (ISBN 978-0822352136)
- (en) Tejaswini Ganti, Bollywood: A Guidebook to Popular Hindi Cinema, Routledge, 2013, 288 p.  (ISBN 978-0415583886)
- (en) Aswin Punathambekar, From Bombay to Bollywood: The Making of a Global Media Industry, New York University Press, 2013, 266 p.  (ISBN 978-0814729496)
- (en) Diptarup Das, 100 Years of Bollywood, CreateSpace Independent Publishing Platform, 2014, 222 p.  (ISBN 978-1503253698)
- (en) Govind Dhananjayan, Pride of Tamil Cinema: 1931 to 2013, Blue Ocean Publishers, 2014, 612 p.  (ISBN 978-9384301057)
- (en) Rachel Dwyer, Bollywood's India: Hindi Cinema as a Guide to Contemporary India, Reaktion Books, 2014, 272 p.  (ISBN 978-1780232638)
- (en) Priya Joshi, Bollywood's India: A Public Fantasy, Columbia University Press, 2015, 216 p.  (ISBN 978-0231169615)
- (en) Swarnavel Eswaran Pillai, Madras Studios: Narrative, Genre, and Ideology in Tamil Cinema, Sage Publications Pvt. Ltd, 2015, 372 p.  (ISBN 978-9351501213)

##### Autres langues
- (es) Aruna Vasudev, Alberto Elena, El sueno de Bollywood / Bollywood Dream: Cine Contemporaneo De La India / Contemporary Cinema in India, T&B Editores, 2003, 76 p.  (ISBN 978-8495602442)
- (it) Elena Aime, Breve storia del cinema indiano, Lindau, 2005, 262 p.  (ISBN 978-8871805320)
- (de) Shashi Tharoor, Peter Knecht, Bollywood, Insel Verlag Gmbh, 413 p.  (ISBN 978-3458173120)
- (it) Elena Aime, Storia del cinema indiano, Lindau, 2007, 272 p.  (ISBN 978-8871807003)
- (de) Jonas Lobgesang, Tanz im Bollywood-Kino, Grin Verlag Gmbh, 2009, 30 p.  (ISBN 978-3640238606)
- (de) Kathrin Rosi Würtz, Bollywood zwischen Erlebniswelt und interkultureller Imagination, Bod, 2009, 198 p.  (ISBN 978-3837073195)
- (de) Birgit Fritz, Bollywood in Deutschland: Vermarktungschancen der indischen Mainstreamfilme in Deutschland, AV Akademikerverlag, 2013, 140 p.  (ISBN 978-3639414189)
- (de) Natalie Tenberg, Bollywood und Rübenkraut: Geschichten von meiner deutsch-indischen Familie, Heyne Taschenbuch, 2013, 223 p.  (ISBN 978-3453602625)

### Documentaires
- Yves Billon, Agnès Guerin, Les stars en Inde, L'Harmattan/Zarafa Films, 1998 (52 minutes; Info)